# Тельжанський сільський округ
Тельжа́нський сільський округ (каз. Телжан ауылдық округі, рос. Тельжанский сельский округ) — адміністративна одиниця у складі Уаліхановського району Північноказахстанської області Казахстану. Адміністративний центр — аул Тельжан.
Населення — 719 осіб (2021; 1093 у 2009, 1559 у 1999, 2564 у 1989).
Станом на 1989 рік існували Степна сільська рада (село Кобенсай) та Толбухінська сільська рада (село Толбухінське). До 2002 року округ називався Толбухінським.

## Склад
До складу округу входять такі населені пункти:
| Населений пункт | Старі назви  | Населення, осіб (1989) | Населення, осіб (1999) | Населення, осіб (2009) | Населення, осіб (2021) |
| --------------- | ------------ | ---------------------- | ---------------------- | ---------------------- | ---------------------- |
| Кобенсай, село  | -            | 1339                   | 790                    | 521                    | 373                    |
| Тельжан, село   | Толбухінське | 1225                   | 769                    | 572                    | 346                    |